# Qualificações para o Campeonato Europeu de Futebol de 2020 – Grupo A
O Grupo A das Qualificações para o Campeonato Europeu de Futebol de 2020 foi um dos dez grupos que decidiu os participantes do Campeonato Europeu de Futebol de 2020. As duas melhores seleções se classificaram.

## Classificação
|  | Equipes qualificadas para o Campeonato Europeu de Futebol de 2020 |
|  | Equipes classificadas para a repescagem                           |
|  | Equipes eliminadas                                                |

| Pos | Equipe     | Pts | J | V | E | D | GP | GC | SG  | Classificado                     |  | Inglaterra | República Checa | Kosovo | Bulgária | Montenegro |
| --- | ---------- | --- | - | - | - | - | -- | -- | --- | -------------------------------- |  | ---------- | --------------- | ------ | -------- | ---------- |
| 1   | Inglaterra | 21  | 8 | 7 | 0 | 1 | 37 | 6  | +31 | Qualificado para o Eurocopa 2020 |  | —          | 5–0             | 5–3    | 4–0      | 7–0        |
| 2   | Tchéquia   | 15  | 8 | 5 | 0 | 3 | 13 | 11 | +2  | Qualificado para o Eurocopa 2020 |  | 2–1        | —               | 2–1    | 2–1      | 3–0        |
| 3   | Kosovo     | 11  | 8 | 3 | 2 | 3 | 13 | 16 | −3  | Avança para a repescagem         |  | 0–4        | 2–1             | —      | 1–1      | 2–0        |
| 4   | Bulgária   | 6   | 8 | 1 | 3 | 4 | 6  | 17 | −11 | Avança para a repescagem         |  | 0–6        | 1–0             | 2–3    | —        | 1–1        |
| 5   | Montenegro | 3   | 8 | 0 | 3 | 5 | 3  | 22 | −19 | Eliminado                        |  | 1–5        | 0–3             | 1–1    | 0–0      | —          |

## Partidas
As partidas foram divulgadas pela UEFA em 2 de dezembro de 2018. Para as partidas em março e novembro é utilizado o fuso horário UTC+1 e para o restante é seguido o fuso horário UTC+2.
| 22 de março de 2019 | Bulgária          | 1 – 1     | Montenegro | Estádio Nacional Vasil Levski, Sófia     |
| 18:00               | Nedelev 82' (pen) | Relatório | Mugoša 50' | Público: 5 652 Árbitro: FRA Ruddy Buquet |

| 22 de março de 2019 | Inglaterra                                                   | 5 – 0     | Tchéquia | Estádio de Wembley, Londres                    |
| 20:45               | Sterling 24', 62', 68' · Kane 45+2' (pen) · Kalas 84' (g.c.) | Relatório |          | Público: 82 575 Árbitro: POR Artur Soares Dias |

| 25 de março de 2019 | Kosovo     | 1 – 1     | Bulgária     | Estádio Fadil Vokrri, Pristina                 |
| 20:45               | Zeneli 61' | Relatório | Bozhikov 39' | Público: 12 580 Árbitro: LTU Gediminas Mažeika |

| 25 de março de 2019 | Montenegro  | 1 – 5     | Inglaterra                                             | Estádio Pod Goricom, Podgorica               |
| 20:45               | Vešović 17' | Relatório | Keane 30' · Barkley 39', 59' · Kane 71' · Sterling 81' | Público: 8 329 Árbitro: BLR Aleksei Kulbakov |

| 7 de junho de 2019 | Tchéquia        | 2 – 1     | Bulgária | Generali Arena, Praga                     |
| 20:45              | Schick 19', 50' | Relatório | Isa 3'   | Público: 13 482 Árbitro: HUN Tamás Bognar |

| 7 de junho de 2019 | Montenegro | 1 – 1     | Kosovo      | Estádio Pod Goricom, Podgorica           |
| 20:45              | Mugoša 69' | Relatório | Rashica 24' | Público: 100 Árbitro: ITA Daniele Orsato |

| 10 de junho de 2019 | Bulgária                    | 2 – 3     | Kosovo                                   | Estádio Nacional Vasil Levski, Sófia                      |
| 20:45               | I. Popov 43' · Dimitrov 55' | Relatório | Rashica 14' · Muriqi 64' · Rashani 90+3' | Público: 4 994 Árbitro: DEN Mads-Kristoffer Kristoffersen |

| 10 de junho de 2019 | Tchéquia                                             | 3 – 0     | Montenegro | Andrův stadion, Olomouc                           |
| 20:45               | Jankto 18' · Kopitović 49' (g.c.) · Schick 82' (pen) | Relatório |            | Público: 11 565 Árbitro: RUS Vladislav Bezborodov |

| 7 de setembro de 2019 | Kosovo                   | 2 – 1     | Tchéquia   | Estádio Fadil Vokrri, Pristina              |
| 15:00                 | Muriqi 20' · Vojvoda 67' | Relatório | Schick 16' | Público: 12 678 Árbitro: NED Danny Makkelie |

| 7 de setembro de 2019 | Inglaterra                                    | 4 – 0     | Bulgária | Estádio de Wembley, Londres              |
| 18:00                 | Kane 24', 50' (pen), 73' (pen) · Sterling 55' | Relatório |          | Público: 82 605 Árbitro: ITA Marco Guida |

| 10 de setembro de 2019 | Inglaterra                                                      | 5 – 3     | Kosovo                                | St Mary's Stadium, Southampton            |
| 20:45                  | Sterling 8' · Kane 19' · Vojvoda 38' (g.c.) · Sancho 44', 45+1' | Relatório | V. Berisha 1', 49' · Muriqi 55' (pen) | Público: 30 155 Árbitro: GER Felix Zwayer |

| 10 de setembro de 2019 | Montenegro | 0 – 3     | Tchéquia                                       | Estádio Pod Goricom, Podgorica            |
| 20:45                  |            | Relatório | Souček 54' · Masopust 58' · Darida 90+4' (pen) | Público: 5 951 Árbitro: TUR Ali Palabıyık |

| 11 de outubro de 2019 | Tchéquia                 | 2 – 1     | Inglaterra    | Estádio Sinobo, Praga                      |
| 20:45                 | Brabec 9' · Ondrášek 85' | Relatório | Kane 5' (pen) | Público: 18 651 Árbitro: SVN Damir Skomina |

| 11 de outubro de 2019 | Montenegro | 0 – 0     | Bulgária | Estádio Pod Goricom, Podgorica             |
| 20:45                 |            | Relatório |          | Público: 2 743 Árbitro: SWE Andreas Ekberg |

| 14 de outubro de 2019 | Bulgária | 0 – 6     | Inglaterra                                                      | Estádio Nacional Vasil Levski, Sófia    |
| 20:45                 |          | Relatório | Rashford 7' · Barkley 20', 32' · Sterling 45+3', 69' · Kane 85' | Público: 17 481 Árbitro: CRO Ivan Bebek |

| 14 de outubro de 2019 | Kosovo                    | 2 – 0     | Montenegro | Estádio Fadil Vokrri, Pristina                 |
| 20:45                 | Rrahmani 10' · Muriqi 34' | Relatório |            | Público: 12 600 Árbitro: POR Artur Soares Dias |

| 14 de novembro de 2019 | Tchéquia                | 2 – 1     | Kosovo    | Doosan Arena, Plzeň                          |
| 20:45                  | Král 71' · Čelůstka 79' | Relatório | Nuhiu 50' | Público: 10 986 Árbitro: ITA Gianluca Rocchi |

| 14 de novembro de 2019 | Inglaterra                                                                                     | 7 – 0     | Montenegro | Estádio de Wembley, Londres                      |
| 20:45                  | Oxlade-Chamberlain 11' · Kane 19', 24', 37' · Rashford 30' · Šofranac 66' (g.c.) · Abraham 84' | Relatório |            | Público: 77 277 Árbitro: ESP Antonio Mateu Lahoz |

| 17 de novembro de 2019 | Bulgária     | 1 – 0     | Tchéquia | Estádio Nacional Vasil Levski, Sófia   |
| 18:00                  | Bozhikov 56' | Relatório |          | Público: 0 Árbitro: RUS Sergei Karasev |

| 17 de novembro de 2019 | Kosovo | 0 – 4     | Inglaterra                                        | Estádio Fadil Vokrri, Pristina         |
| 18:00                  |        | Relatório | Winks 32' · Kane 79' · Rashford 83' · Mount 90+1' | Público: 12 326 Árbitro: POL Paweł Gil |